# Szombath Zoltán
Szombath Zoltán (Szabéd, 1944. március 2. –) erdélyi magyar ornitológus.

## Életútja, munkássága
Elemi és középfokú szakiskolai tanulmányait Marosvásárhelyen végezte (1956–60), majd katonai szolgálat miatti megszakítás után (1962–68), a 4-es sz. Líceumban érettségizett. Több továbbképző tanfolyamot elvégezve preparátor és restaurátor minősítéssel a Marosvásárhelyi Múzeum természetrajzi részlegének munkatársa lett. 
Tagja volt az Ifjú Természetbúvárok Egyesületének és a Román Madártani Egyesületnek. Számos madártani kutatómunkában vett részt, amelyeknek eredményeit társszerzőként múzeumi évkönyvekben (Analele Banatului – Temesvár, Studii şi Materiale –Marosvásárhely, Studii şi Cercetări – Nagyszeben) közölte. Népszerűsítő írásai jelentek meg a Jóbarát, Új Élet, Vörös Zászló hasábjain.

## Művei
- Védd a madarat!; szerk. Zrínyi Endre, Szombath Zoltán; Maros Megyei Művelődési és Szocialista Nevelési Bizottság–Megyei Múzeum, Marosvásárhely, 1973
- Marosvásárhelyi Betlehem; Loisir, Bp., 2009